# Chuhai
Il chuhai (チューハイ o 酎ハイ?, chūhai, spesso venduto come chu-hi o chū-hi per pseudoanglicismo) è una bevanda alcolica gassata che ha avuto origine in Giappone. Viene generalmente venduto in lattina e si trova principalmente nei supermercati e nei convenience store, ma anche in alcuni ristoranti, bar e distributori automatici. È considerato un highball, cocktail rinfrescante composto da una base alcolica allungata con acqua gassata.

## Etimologia e ingredienti
Il nome è stato scelto unendo le contrazioni delle parole shōchū, tradizionale distillato giapponese che ne costituisce di solito la parte alcolica, e highball. Lo shochu viene talvolta sostituito dalla vodka; altri ingredienti di base sono l'acqua, l'anidride carbonica, lo zucchero ed il succo di limone. Tale originale mix, chiamato chuhai fresco  (?,  生酎ハイ, nama chūhai), viene tuttora servito in bar e ristoranti, in particolare nei tradizionali izakaya, ed ha una gradazione alcolica più moderata.
Nei shochu prodotti industrialmente, al posto dell'aromatizzante al limone possono venire aggiunti quelli ai gusti di lime, pompelmo, mela, arancia, ananas, ume, uva, kiwi, pesca, fragola ecc. Questi shochu vengono venduti con una percentuale alcolica compresa di solito tra il 4 e il 7%. Dall'inizio degli anni duemila ne sono stati messi in commercio con percentuali che arrivano anche al 9%. Tra i gusti più venduti vi sono il limone e il pompelmo, che ben si adattano a mischiarsi con l'alcol. L'alta percentuale di zucchero contenuta nella bevanda, la rende ad alto contenuto calorico se confrontata con altri alcolici.

## Storia
I primi chuhai nama furono preparati poco dopo la fine della seconda guerra mondiale, quando l'alcol era razionato. A quel tempo il whisky era diventato un bene di lusso per i bevitori di alcol giapponesi, la maggior parte dei quali consumava lo shōchū, bevanda che si può preparare con pochi ingredienti anche in casa e che allora era considerato una bevanda strana. Per renderla più gradevole e popolare, i locali che la vendevano cominciarono a servirla con acqua gassata, chiamandola shochu highball, poi abbreviato in chuhai. Questo cocktail ebbe successo e si diffuse in seguito con l'aggiunta di succhi di frutta, sciroppi aromatizzati o anche con del tè.
Il primo chuhai preparato industrialmente fu posto in commercio con il nome hiLicky (pronunciato hairiki) nel 1983 dall'azienda Toyo Shuzo e il grande successo che ebbe, soprattutto tra i più giovani, spinse altre aziende a mettere sul mercato una propria versione del chuhai industriale. Le vendite sono arrivate nel 2008 a 600 milioni di litri annui, ed il chuhai è diventata la bevanda alcolica più venduta tra le ragazze dai 20 ai 30 anni. Il chuhai Hyoketsu della Kirin, malgrado sia preparato con la vodka, era nel 2008 il più venduto.